# 1965 na televisão
Nesta página encontram-se os fatos, estreias e términos sobre televisão que aconteceram durante o ano de 1965.

## Eventos

### Abril
- 26 de abril — Entra no ar a TV Globo, no Rio de Janeiro.

### Dezembro
- 25 de dezembro — A televisão chega ao estado brasileiro do Mato Grosso do Sul e entra no ar a TV Morena, afiliada da TV Excelsior, da Rede Tupi e da Rede de Emissoras Unidas em Campo Grande, sendo a primeira emissora de televisão no estado.

## Programas

### Janeiro
- 1.º de janeiro — Termina Melodia Fatal na TV Excelsior.
- 2 de janeiro — Termina Ilsa na TV Excelsior.
- 4 de janeiro
  - Estreia Onde Nasce a Ilusão na TV Excelsior.
  - Estreia Eu Quero Você na TV Excelsior.
- 8 de janeiro — Termina Marcados pelo Amor na TV Record.
- 9 de janeiro — Termina O Sorriso de Helena na Rede Tupi.
- 11 de janeiro — Estreia Somos Todos Irmãos na TV Record.
- 15 de janeiro — Termina O Pintor e a Florista na TV Excelsior.
- 16 de janeiro — Estreia O Céu É de Todos na TV Excelsior.

### Fevereiro
- 12 de fevereiro — Termina Prisioneiro de um Sonho na TV Record.
- 13 de fevereiro — Termina Eu Quero Você na TV Excelsior.
- 15 de fevereiro
  - Estreia Quatro Homens Juntos na TV Record.
  - Estreia A Ilha dos Sonhos Perdidos na TV Excelsior.
- 27 de fevereiro — Termina Onde Nasce a Ilusão na TV Excelsior.
- 28 de fevereiro — Termina O Céu É de Todos na TV Excelsior.

### Março
- 1.º de março — Estreia A Indomável na TV Excelsior.
- 4 de março — Estreia Ainda Resta uma Esperança na TV Excelsior.
- 5 de março — Termina Somos Todos Irmãos na TV Record.
- 6 de março — Termina Gutierritos, o Drama dos Humildes na Rede Tupi.
- 8 de março
  - Estreia O Mestiço na Rede Tupi.
  - Estreia Comédia Carioca na TV Record.
- 17 de março — Termina Sítio do Picapau Amarelo na TV Cultura.
- 20 de março — Termina A Ilha dos Sonhos Perdidos na TV Excelsior.
- 29 de março — Estreia Ontem, Hoje e Sempre na TV Excelsior.

### Abril
- 1.º de abril — Estreia O Cara Suja na Rede Tupi.
- 10 de abril — Termina A Indomável na TV Excelsior.
- 19 de abril — Estreia Vidas Cruzadas na TV Excelsior.
- 26 de abril
  - Estreia Uni Duni Tê na TV Globo.
  - Estreia Capitão Furacão na TV Globo.
  - Estreia Rua da Matriz na TV Globo.
  - Estreia Tele Globo na TV Globo.
  - Estreia Ilusões Perdidas na TV Globo.
- 27 de abril — Estreia 22-2000 Cidade Aberta na TV Globo.
- 28 de abril — Estreia TNT na TV Globo.
- 30 de abril — Termina Ontem, Hoje e Sempre na TV Excelsior.

### Maio
- 1.º de maio — Estreia Câmara Indiscreta na TV Globo.
- 8 de maio — Termina Ainda Resta uma Esperança na TV Excelsior.
- 10 de maio — Estreia Os Quatro Filhos na TV Excelsior.
- 15 de maio — Termina O Mestiço na Rede Tupi.
- 17 de maio — Estreia Olhos que Amei na Rede Tupi.
- 31 de maio — Estreia Pedra Redonda, 39 na TV Excelsior.

### Junho
- 4 de junho — Termina Rua da Matriz na TV Globo.
- 9 de junho — Termina TNT na TV Globo.
- 12 de junho — Termina Pedra Redonda, 39 na TV Excelsior.
- 15 de junho — Estreia Aquele Que Deve Voltar na TV Excelsior.
- 25 de junho — Termina Comédia Carioca na TV Record.
- 26 de junho — Termina Vidas Cruzadas na TV Excelsior.
- 28 de junho — Estreia Turbilhão na TV Record.

### Julho
- 1.º de julho — Estreia A Deusa Vencida na TV Excelsior.
- 5 de julho — Estreia Ceará contra 007 na TV Record.
- 13 de julho — Termina O Cara Suja na Rede Tupi.
- 14 de julho — Estreia A Outra na Rede Tupi.
- 27 de julho — Estreia A Cor de Sua Pele na Rede Tupi.
- 30 de julho
  - Termina Aquele Que Deve Voltar na TV Excelsior.
  - Termina Ilusões Perdidas na TV Globo.

### Agosto
- 2 de agosto — Estreia O Caminho das Estrelas na TV Excelsior.
- 3 de agosto — Estreia Rosinha do Sobrado na TV Globo.
- 13 de agosto — Termina O Direito de Nascer na Rede Tupi.
- 16 de agosto — Estreia O Preço de uma Vida na Rede Tupi.
- 23 de agosto — Estreia Marina na TV Globo.
- 28 de agosto — Termina 22-2000 Cidade Aberta na TV Globo.

### Setembro
- 3 de setembro — Termina Turbilhão na TV Record.
- 7 de setembro — Termina Os Quatro Filhos na TV Excelsior.
- 8 de setembro — Estreia Em Busca da Felicidade na TV Excelsior.
- 10 de setembro — Termina Marina na TV Globo.
- 13 de setembro — Estreia Fatalidade na Rede Tupi.
- 14 de setembro — Estreia Paixão de Outono na TV Globo.
- 17 de setembro — Termina Ceará contra 007 na TV Record.
- 20 de setembro — Estreia Quem Bate na TV Record.

### Outubro
- 8 de outubro — Termina A Outra na Rede Tupi.
- 20 de outubro — Termina A Cor de Sua Pele na Rede Tupi.
- 22 de outubro
  - Termina Rosinha do Sobrado na TV Globo.
  - Estreia O Pecado de Cada Um na Rede Tupi.
- 25 de outubro — Estreia A Moreninha na TV Globo.
- 31 de outubro — Termina A Deusa Vencida na TV Excelsior.

### Novembro
- 1.º de novembro
  - Estreia Um Rosto Perdido na Rede Tupi.
  - Estreia A Grande Viagem na TV Excelsior.
- 8 de novembro — Estreia O Ébrio na TV Globo.
- 29 de novembro — Estreia Ana Maria, Meu Amor na Rede Tupi.
- 30 de novembro — Estreia Bairro Feliz na TV Globo.

### Dezembro
- 1.º de dezembro — Termina Paixão de Outono na TV Globo.
- 3 de dezembro
  - Termina Quem Bate na TV Record.
  - Estreia Um Rosto de Mulher na TV Globo.
- 6 de dezembro — Estreia Mãos ao Ar na TV Record.
- 10 de dezembro — Termina A Moreninha na TV Globo.
- 12 de dezembro — Estreia Padre Tião na TV Globo.
- 28 de dezembro — Termina O Caminho das Estrelas na TV Excelsior.

## Nascimentos
| Data            | Nome                 | Profissão                                     | Nacionalidade  | Observações | Ref   |
| --------------- | -------------------- | --------------------------------------------- | -------------- | ----------- | ----- |
| 28 de janeiro   | Marcello Antony      | ator                                          | Brasil         |             |       |
| 31 de janeiro   | Adriano Garib        | ator                                          | Brasil         |             |       |
| 23 de fevereiro | Kristin Davis        | atriz                                         | Estados Unidos |             |       |
| 1.º de março    | Miwa Yanagizawa      | atriz                                         | Brasil         |             |       |
| 14 de março     | Kevin Williamson     | roteirista                                    | Estados Unidos |             |       |
| 25 de março     | Sarah Jessica Parker | atriz                                         | Estados Unidos |             |       |
| 4 de abril      | Robert Downey Jr.    | ator                                          | Estados Unidos |             |       |
| 7 de abril      | Renata Ceribelli     | jornalista e apresentadora da televisão       | Brasil         |             |       |
| 1.º de maio     | Tiririca             | cantor, humorista e político                  | Brasil         |             |       |
| 3 de maio       | Betty Gofman         | atriz                                         | Brasil         |             |       |
| 15 de maio      | André Abujamra       | cantor, compositor, multinstrumentista e ator | Brasil         |             |       |
| 20 de maio      | Paolo Seganti        | ator e desportista                            | Itália         |             |       |
| 23 de maio      | Melissa McBride      | atriz e ex-diretora de elenco                 | Estados Unidos |             |       |
| 26 de maio      | Maria Clara Gueiros  | atriz, humorista e dubladora                  | Brasil         |             |       |
| 31 de maio      | Brooke Shields       | atriz                                         | Estados Unidos |             |       |
| 4 de junho      | Conceição Lino       | jornalista e apresentadora de televisão       | Portugal       |             |       |
| 13 de junho     | Isadora Ribeiro      | modelo e atriz                                | Brasil         |             |       |
| 8 de julho      | Corey Parker         | ator                                          | Estados Unidos |             |       |
| 27 de julho     | Jandir Ferrari       | ator                                          | Brasil         |             |       |
| 31 de julho     | Nivaldo Prieto       | jornalista e locutor esportivo                | Brasil         |             |       |
| 6 de agosto     | Otávio Muller        | ator                                          | Brasil         |             |       |
| 19 de agosto    | Rubens Caribé        | ator                                          | Brasil         | m. 2022     | [ 1 ] |
| 19 de agosto    | Maria de Medeiros    | actriz e cineasta                             | Portugal       |             |       |
| 3 de setembro   | Charlie Sheen        | ator                                          | Estados Unidos |             |       |
| 15 de setembro  | Fernanda Torres      | atriz                                         | Brasil         |             |       |
| 19 de setembro  | Alexandra Vandernoot | atriz                                         | Bélgica        |             |       |
| 2 de setembro   | Carlos Macedo        | ator e dobrador                               | Portugal       |             |       |
| 26 de setembro  | Alexandra Lencastre  | actriz                                        | Portugal       |             |       |
| 19 de outubro   | Cláudio Chakmati     | ator                                          | Brasil         | m. 1997     | [ 2 ] |
| 21 de outubro   | Cristina Cavalinhos  | atriz                                         | Portugal       |             |       |
| 25 de novembro  | Ana Paula Padrão     | jornalista                                    | Brasil         |             |       |
| 27 de novembro  | Antônio Monteiro     | ator e palhaço                                | Brasil         |             |       |
| 16 de dezembro  | Cláudia Lira         | atriz                                         | Brasil         |             |       |

## Mortes
| Data            | Nome        | Profissão                         | Nacionalidade | Observações | Ref   |
| --------------- | ----------- | --------------------------------- | ------------- | ----------- | ----- |
| 23 de fevereiro | Stan Laurel | ator, escritor, diretor de cinema | Reino Unido   | n. 1890     | [ 3 ] |